# Otwór kulszowy większy

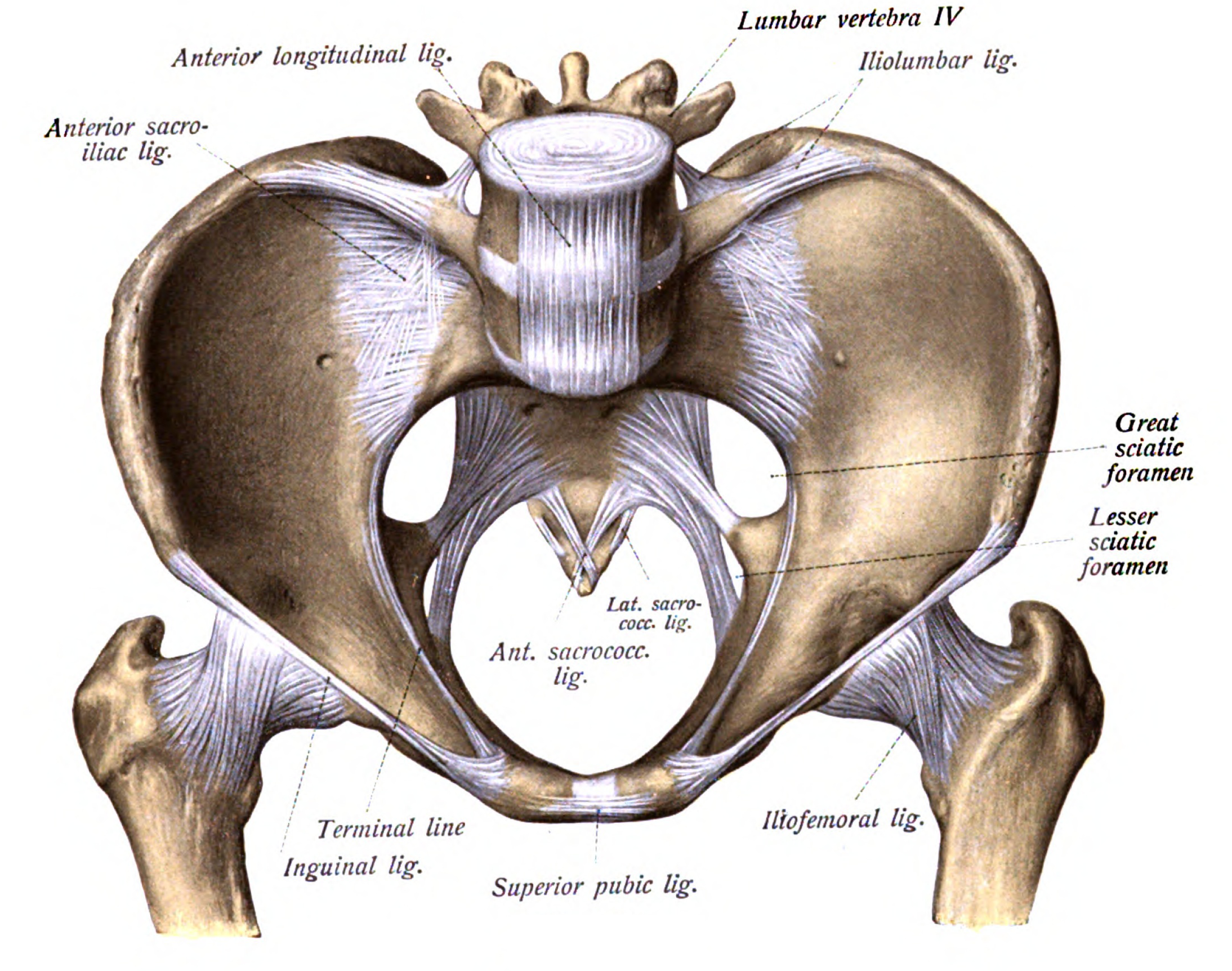
Miednica człowieka. Otwór kulszowy większy podpisany Great sciatic foramen

Otwór kulszowy większy (łac. foramen ischiadicum majus) – w anatomii człowieka otwór położony w tylnej części miednicy. Ograniczony jest od przodu przez wcięcie kulszowe większe (incisura ischiadica major) kości kulszowej, od tyłu przez więzadło krzyżowo-guzowe, od góry przez kolec biodrowy tylny dolny i brzeg boczny kości krzyżowej, a od dołu przez kolec kulszowy i więzadło krzyżowo-kolcowe.
Mięsień gruszkowaty przebiegając przez ten otwór dzieli go na otwór nadgruszkowaty (foramen suprapiriforme) i otwór podgruszkowaty (foramen infrapiriforme). Przez otwór nadgruszkowaty przechodzą: nerw pośladkowy górny, tętnica pośladkowa górna i żyła pośladkowa górna, a przez otwór podgruszkowaty: nerw skórny tylny uda, nerw pośladkowy dolny, nerw kulszowy, nerw sromowy, tętnica sromowa wewnętrzna, tętnica pośladkowa dolna, żyła sromowa wewnętrzna i żyła pośladkowa dolna. Przez oba otwory przechodzą także naczynia chłonne.